# Długie (powiat lubelski)
Długie – wieś w Polsce położona w województwie lubelskim, w powiecie lubelskim, w gminie Wólka.
Wieś szlachecka położona była w drugiej połowie XVI wieku w powiecie lubelskim województwa lubelskiego. W latach 1975–1998 miejscowość administracyjnie należała do ówczesnego województwa lubelskiego.
Wieś stanowi sołectwo gminy Wólka. Według Narodowego Spisu Powszechnego z roku 2011 wieś liczyła 349 mieszkańców.